# Elma Halilcevic
Elma Halilcevic (* 18. Juni 2000 in Esbjerg, Dänemark) ist eine dänische Handballspielerin, die beim dänischen Erstligisten Odense Håndbold spielt.

## Karriere

### Im Verein
Halilcevic, deren bosnische Eltern während des Balkankrieges nach Dänemark immigrierten, begann das Handballspielen bei Skads-Andrup GU. Über die Stationen SGI-Håndbold und DUH Esbjerg gelangte sie zu Team Esbjerg. Im Spiel um die Bronzemedaille der Saison 2017/18 gab die Außenspielerin ihr Debüt in der Profimannschaft von Team Esbjerg, wobei sie drei Treffer erzielte. Mit Esbjerg gewann sie 2019 und 2020 die dänische Meisterschaft. Weiterhin stand sie in der Saison 2018/19 im Finale des EHF-Pokals. Da Halilcevic hinter der norwegischen Nationalspielerin Sanna Solberg nur geringe Spielanteile erhielt, schloss sie sich im Sommer 2021 dem Ligakonkurrenten Nykøbing Falster Håndboldklub an. In der Saison 2022/23 stand sie mit Nykøbing Falster Håndboldklub im Finale der EHF European League. Seit der Saison 2023/24 steht sie bei Odense Håndbold unter Vertrag. Mit Odense Håndbold gewann sie 2025 die dänische Meisterschaft.

### In der Nationalmannschaft
Halilcevic absolvierte 26 Länderspiele für die dänische Jugendnationalmannschaft sowie 14 Partien für die dänische Juniorinnennationalmannschaft. Mit diesen Auswahlmannschaften nahm sie an der U-18-Weltmeisterschaft 2018 sowie an der U-19-Europameisterschaft 2019 teil, die Dänemark jeweils auf dem sechsten Platz abschloss. Sie gab am 17. April 2021 ihr Länderspieldebüt für die dänische A-Nationalmannschaft. Halilcevic wurde vom Nationaltrainer Jesper Jensen in das dänische Aufgebot für die Europameisterschaft 2022 berufen. Dort unterlag sie mit Dänemark das Finale gegen Norwegen. Halilcevic erzielte im gesamten Turnier zwei Treffer. Sie nahm an der Weltmeisterschaft 2023 teil, bei der sie mit Dänemark die Bronzemedaille gewann. Halilcevic erzielte im Turnierverlauf sieben Treffer. Im Jahr 2024 gewann sie eine weitere Silbermedaille bei der Europameisterschaft.